# 콘도

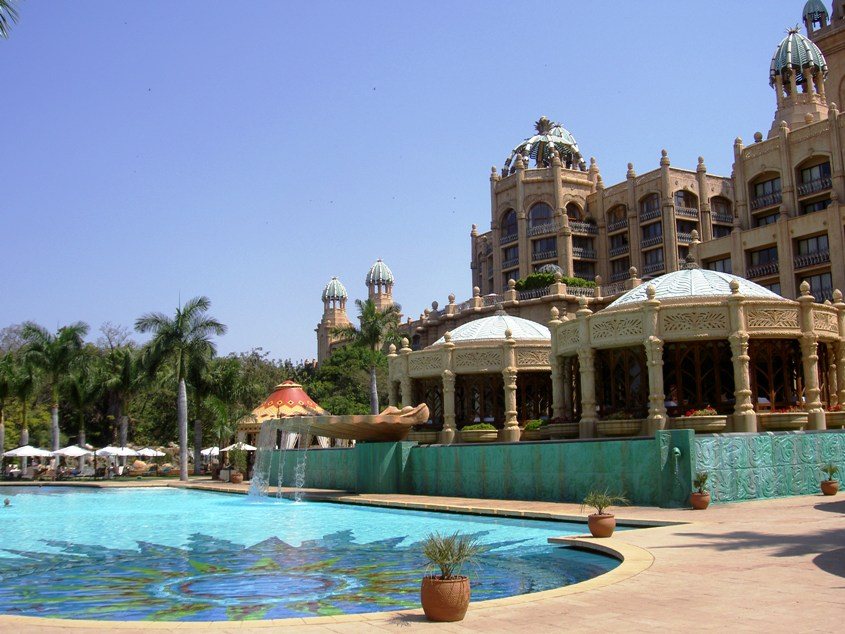
남아프리카 공화국의 선시티

휴양콘도미니엄, 콘도(영어: condo)는 숙박 시설의 하나이다. 호텔과 달리 객실에 취사 시설이 설치되어 있다. 유럽에서 시작되었으며, 대한민국에서는 1980년 한국 콘도미니엄 회사가 설립한 설악산의 한국 콘도가 최초이다.